# Viva Riva!
Viva Riva! – kongijski film gangsterski z 2010 roku w reżyserii Djo Tunda Wa Munga. Pierwszy film nakręcony w języku lingala i pierwszy pełnometrażowy film kongijski od 1987 (film La vie est belle). W Polsce zaprezentowany na kanale Cinemax 6 stycznia 2012 roku.

## Opis fabuły
Riva powraca po 10 latach do Kinszasy z Angoli z ładunkiem benzyny, towaru którego tam dramatycznie brakuje i którego cena się 7 dolarów za litr. Ściga go jednak gang angolańskich zabójców, którzy nie cofną się przed niczym, żeby odzyskać towar. Riva ściąga na siebie dodatkowe kłopoty uwodząc Norę, dziewczynę ganstera trzęsącego Matongo, rozrywkową dzielnicą Kinszasy. Film utrzymany jest w konwencji à la Tarantino: wszyscy zginą, ale nie brak w nim humoru i groteski. W filmie nie przywołuje się kongijskich i angolańskich wojen domowych, jednak ich dziedzictwo jest w nim widoczne.

## Geneza filmu
Djo Tunda Wa Munga studiował reżyserię w Belgii. W 2001 powrócił do pogrążonej w kryzysie Kinszasy, dokąd benzynę dostarczali angolańscy przemytnicy. Sytuacja ta zainspirowała go nakręcenia filmu, jednak przekonanie do projektu producentów z Europy zajęło kilka lat.

## Obsada
- Patsha Bay: Riva
- Manie Malone: Nora
- Fabrice Kwizera: Jason
- Hoji Fortuna: César
- Marlene Longange
- Alex Herabo: J.M.
- Angelique Mbumb: Malou
- Nzita Tumba: Matka Edo
- Davly Ilunga: Joaquin
- Romain Ndomba: G.O.
- Tomas Bie: Jorge